# جمجمة أريحا

إعادة تشكيل وجه صاحب جمجمة أريحا

تعد جمجمة أريحا واحدةً بين سبع جماجم من العصر الحجري الحديث، اكتشفتها عالمة الآثار كاثلين كينيون خلال حفريات أثرية لبعثة بريطانية عام 1953 في موقع تل السلطان بالقرب من مدينة أريحا والذي تعد أقدم مدينة مأهولة في العالم. يرتفع تل السلطان 21 متراً عن مستوى الأرض المحيطة به، وتصل مساحته إلى حوالي 5 هكتارات. ويقع بالقرب من نبع عين السلطان، وهو نبع ماء فوار على مدار العام.

## روابط خارجية
- https://www.qudsn.ps/article/109574